# 計画運休
計画運休（けいかくうんきゅう）とは、台風などによる被害をできるだけ小さく留めるために、交通機関が事前に予告した上で一部またはすべての運行を中止すること。予告運休、事前運休 とも呼ばれる。

## 大都市圏での全列車運休
計画運休という言葉は少なくとも昭和期から報道機関の間で用いられており、長距離列車や地方路線を中心にしばしば行われていた。特に、豪雪地帯では除雪のための計画運休が行われることもある。大都市圏では、台風接近見込み時などに間引き運転の形で行われることがしばしばあった。
大都市圏での全列車運休を伴う初めての本格的な計画運休は、2014年10月に西日本旅客鉄道（JR西日本）が行ったものであると言われている。このときは台風19号接近に伴い、前日の10月12日13時過ぎに予告して10月13日16時頃から運休を行った。京阪神地域で運休や遅延した列車は約1200本あり、約48万人に影響が出た。一方このときは私鉄の大部分はほとんどダイヤを乱すことなく運行を続けたため、「動けるまで動かした方がいい」という意見も出た。鉄道評論家の川島令三は「台風の勢力が収まっているにもかかわらず安易な運休を繰り返すことで信頼が失われ、狼少年のようになる」と危惧する意見を述べたが、日本大学教授の福田充は「『空振り三振』はいいが、『見逃し三振』をしてはいけない」と評価する考えを示した。JR西日本の担当者は「平日の運休についてはまた考えなければならない」とした。
翌2015年7月に接近した台風11号に際しては、JR西日本は気象会社から提供を受けた情報や、台風の進路が京阪神中心部から逸れることなどを理由に計画運休を見送ったが、日本海で台風の速度が遅く、淀川チャネル型の雨が続いたために運転見合わせとなり、乗客が駅構内や駅間で立ち往生した車両で足止めされる事態になった。このときJR西日本の担当者は、今後の検討材料として台風通過後の状況の想定を挙げた。また国立情報学研究所の北本朝展は、適切に列車を停止できるシステムの構築を提案した。JR西日本はニュースリリースを発表し「計画運休を行わない場合でも、間引き運転や、列車が駅間に停車した際の閉じこめ時間短縮などの対策を行う」とした。
その後も、2017年9月に接近した台風18号で計画運休が行われた。
2018年に発生した平成30年7月豪雨では、JR西日本だけでなく私鉄でも、計画運休が被害のない段階から行われた。大雨警報や洪水警報などの発表や、河川の増水状況なども考慮して柔軟に対策が行われ、人的被害を出さなかった。鉄道ジャーナリストの梅原淳は、計画運休は利用者への影響が大きいとした上で「駅での運行情報の発信に努めるべき」とした。同年8月23日には、台風20号の影響でJR西日本により計画運休が行われた。このときは同年6月に発生した大阪府北部地震で帰宅困難者が多発したことなどを機に、前日に終電繰り上げや減便の可能性を告知し、当日に路線ごとに運休の予定を示すという形式が取られた。JR西日本の担当者は「運行できる路線は運行することも大事にしていく」とした。さらに同年9月4日には、台風21号の影響で計画運休が行われた。JR西日本が9月3日に計画運休を発表した ほか、計画運休に慎重だった南海電鉄や京阪電鉄でも運転中止が告知された。このときには200万人近くに影響が及んだが、JR西日本社長の来島達夫が記者会見を開き「有事においては一定程度必要な措置だった」とした。また今後について、有事の際の各企業の臨機応変な対応を望んだ。だがこの段階では、首都圏に最強レベルの台風が上陸した場合について、首都圏の多くの鉄道会社は計画運休に慎重な姿勢を示していたが、明治大学名誉教授の市川宏雄は、混乱防止や災害のリスク低減のために「首都圏だからこそ早期判断すべきだ」としていた。
2018年9月30日には台風24号の影響で、東日本旅客鉄道（JR東日本）でも確認できる限り初めて、首都圏全線での計画運休が行われた。東京メトロ東西線の一部区間、西武鉄道、小田急電鉄、京王電鉄、東京急行電鉄も終電の繰り上げを行った一方、東武鉄道、京浜急行電鉄、京成電鉄は基本的に運行を続けた。また関西でもJR西日本、近鉄、京阪、南海の他に阪急電鉄が新たに計画運休を行い、在阪大手私鉄のうち阪神電鉄を除くすべての鉄道会社が計画運休を行った。関西では計画運休の広がりを受け、従業員が通勤できないため休業する商業施設も増えたが、それに伴う経済的損失も指摘された。
2018年の台風24号では、翌朝にも複数路線で輸送障害が発生して駅に乗客が滞留し、また計画運休のより早い告知を望む声があったことから、国土交通省は計画運休に関する鉄道事業者の対応について検証する会議を開催し、同年10月10日にJR（旅客鉄道）6社と私鉄16社が出席して会議が行われた。会議上では「情報提供の方法を改善すべきだ」という意見が多く出た一方、計画運休については「安全確保の上で必要」という認識が共有された。同年10月12日には会議の中間とりまとめが行われ、安全確保のために計画運休は必要とされた。情報提供の方法については、計画運休の可能性や計画運休開始の日時をできるだけ早く発表すること、情報の定期的な更新などが示され、ウェブサイトやSNS、多言語での情報提供も提示された。同年11月6日、JR東日本はできるだけ早く告知し、運休の可能性だけでも前日に告知する方針を決めた。
2019年7月2日、情報提供のあり方を中心にした計画運休についての最終とりまとめが発表された。とりまとめには、運転再開時に利用者が適切な行動を選択するための具体的な情報提供を適切なときに行うこと、多様な手段での情報提供を多言語で的確・迅速に提供すること、そのために情報提供タイムラインを作成することなどが盛り込まれた。タイムラインのモデルケースでは、2日前（48時間前）に可能性の情報提供、前日（24時間前）に具体的な運休計画の情報提供となっている。また、地方公共団体との連絡体制の整備や地方公共団体への情報提供、計画運休についての社会の理解を作り上げていくことも併せて取りまとめられた。
同2019年8月15日には台風10号の影響で、山陽新幹線などが計画運休を行った。お盆のUターンラッシュの最中であったにもかかわらず、2日前から計画運休の可能性について告知が行われたため、目立った混乱はみられなかった。JR西日本の担当者は「計画運休に対する認知が広まったようだ」とし、乗客の間でも災害の際は運休することが共有されつつあると報じられた。
2019年には首都圏に大規模台風が立て続けに上陸し、同年9月9日には令和元年房総半島台風（台風15号）の影響で、関東地方で2回目となる大規模な計画運休が行われた。だが台風15号で特に被害の大きかった千葉県内を中心に、一部の路線では運転再開や復旧が遅れた。また成田空港では交通機関の運休により利用客が足止めされ、約1万3千人が空港施設内に滞留した。翌月の10月12日には令和元年東日本台風（台風19号）の影響により、首都圏で再び大規模な計画運休が行われ、JR東日本、JR東海、東急、東武、西武、小田急、京王、相鉄、東京メトロ、都営地下鉄、いすみ鉄道、銚子電気鉄道、小湊鉄道など多くの鉄道事業者が計画運休を行った。また首都圏の多数のバス事業者の路線バスや高速バスでも計画運休が行われた。なお2019年の東日本台風の際は、千葉県内に路線網を持ち成田空港へのアクセスを担う京成グループの京成電鉄、北総鉄道、新京成電鉄では計画運休を行わなかったが、のちに運休を余儀なくされた。

## 効果と課題
計画運休には、駅での混乱や列車の駅間での停車を防いだり、イベント中止・早期切り上げや不要不急の外出の抑止などで、社会の安全を確保する役割があると、2019年7月の国土交通省の取りまとめで示されている。また、事前に運転見合わせが発表されることで、在宅勤務や時差出勤など、多くの企業が交通の乱れに柔軟に対応できる効果もある。
一方、課題としては、鉄道ジャーナリストの枝久保達也が、駅が運転再開時に列車を待つ人で大混雑することを挙げている。枝久保は、混乱を避けるために運転再開をしないことも考えられ、我々が1日だけなら会社や学校を休める社会を望んでいるかが選択肢だと述べている。また、外国人観光客が計画運休を知らずに混乱するケースが相次いでおり、すぐに相談や宿泊施設などの問い合わせに対応できる態勢を整えることが課題とされる。
計画運休の理解が進むにつれ、鉄道関係者だけでなく、防災情報の有識者等による調査も行われるようになってきている。2019年の東京大学と県立広島大学の共同調査では、9割以上の方が計画運休を認知し，賛成しているという結果が得られた。調査対象の2019年台風15号では、朝通勤時の運転再開時の混雑が発生していたが、7割以上に出勤・通学について企業・学校から指示があったが、2割弱の企業・学校では「各自で判断」の指示であったという結果が得られている。
東京都では『計画運休時の出退勤ガイドライン』が作成されるなど、計画運休の影響を受ける企業に対して行政からも働きかけが進んでいる。

## 日本国外での事例
香港では、香港天文台が発表する台風警報シグナルでシグナル9以上が発令されると、地上を走る鉄道は全て運休することになっている。そのため、シグナル8が発令された段階で、計画運休があることを、気象台の情報をもとに予測できるようになっている。また、地下鉄はシグナル8が発令されるといったんピーク時レベルまで運行本数が多くなるが、これは自宅を目指す人の需要に応えたものである。 なお、香港天文台はシグナル8が発令する2時間前に予告して自宅を目指す人を早めに知らせる。

## 脚註
1. ↑  デジタル大辞泉. “けいかく‐うんきゅう〔ケイクワクウンキウ〕【計画運休】”. コトバンク.   朝日新聞社. 2019年9月23日閲覧。
2. 1 2  “【台風11号】想定外の通過後の雨…JR西日本「予告運休」見送り駅混乱”.   産経新聞社 (2015年7月18日). 2019年9月23日閲覧。
3. 1 2  竹本拓也 (2017年9月18日). “被害ないのに「事前運休」　西日本豪雨、鉄道各社の判断”.   神戸新聞社. 2019年9月23日閲覧。
4. ↑  “台風17号被害：国鉄大がかりの計画運休－新幹線全部停止”. 毎日新聞 東京朝刊:  p. 1. (1965年8月23日)
5. ↑  “国鉄：上信越線－吹雪で計画運休”. 毎日新聞 東京朝刊:  p. 15. (1965年2月26日)
6. ↑  “県北で雪降り続く－善光寺、それでも10万人が参拝”. 毎日新聞 長野:  p. 23. (2001年1月6日)
7. ↑  “台風11号、首都圏に 厳戒態勢にグッタリ…交通機関大幅乱れ、駅や空港ごった返し”. 毎日新聞 東京夕刊:  p. 9. (2001年8月22日)
8. 1 2  “首都圏の大規模な鉄道計画運休は2回目 台風15号”.   朝日新聞社 (2019年9月9日). 2019年9月23日閲覧。
9. 1 2 3  “JR西の「事前予告」運休に賛否…「見逃し三振より空振り三振」　平日の対応に課題も（1/2ページ）”.   産経新聞社 (2014年10月14日). 2019年9月23日閲覧。
10. 1 2  “ＪＲ西日本が「予告運休」へ　台風20号、帰宅対策加速”.   朝日新聞社 (2018年8月23日). 2019年9月23日閲覧。
11. 1 2  “ＪＲ西の「事前予告」運休に賛否…「見逃し三振より空振り三振」　平日の対応に課題も（2/2ページ）”.   産経新聞社 (2014年10月14日). 2019年9月23日閲覧。
12. ↑  北本朝展 (2015年7月18日). “デジタル台風：2015年台風11号（ナンカー｜NANGKA）”. デジタル台風.   国立情報学研究所. 2019年9月23日閲覧。
13. ↑  “台風11号に関する対応について”.   西日本旅客鉄道 (2015年7月22日). 2019年9月23日閲覧。
14. ↑  “高速道、鉄道、空の便　運転見合わせ相次ぐ　台風18号で兵庫県”.   神戸新聞社 (2017年9月18日). 2019年9月23日閲覧。
15. ↑  “台風21号接近　JR西、4日午前で運転取りやめ”.   神戸新聞社 (2018年9月3日). 2019年9月23日閲覧。
16. ↑  “南海や京阪、異例の全線予告運休　台風接近の４日正午”.   朝日新聞社 (2018年9月3日). 2019年9月23日閲覧。
17. ↑  “【台風21号】計画運休「必要な措置だった」JR西社長会見　近畿全域で200万人弱影響”.   産経新聞社 (2018年9月19日). 2019年9月23日閲覧。
18. ↑  “【台風21号】“最強台風”首都圏直撃の場合は…　運休・休業、早期判断を　首都圏こそ躊躇せず”.   産経新聞社 (2018年9月3日). 2019年9月23日閲覧。（1ページ目）
19. ↑  “【台風２１号】“最強台風”首都圏直撃の場合は…　運休・休業、早期判断を　首都圏こそ躊躇せず”.   産経新聞社 (2018年9月3日). 2019年9月23日閲覧。（2ページ目）
20. ↑  “台風24号、交通ストップ 列島厳戒　首都圏JR　初の全線運休”.   東京新聞社 (2018年10月1日). 2019年9月23日閲覧。
21. ↑  “｢計画運休｣､鉄道各社の判断なぜ分かれた？ 大きな混乱はなかったが…翌日の対応に課題”.   東洋経済オンライン. 2019年10月13日閲覧。
22. ↑  “広がる計画運休の余波　タイミング難しく不満の声も”.   産経新聞. 2019年10月13日閲覧。
23. ↑  “鉄道の「計画運休」に関する鉄道事業者の対応について検証する会議を開催します”.   国土交通省 (2018年10月5日). 2019年9月23日閲覧。
24. ↑  “国交省：計画運休は「必要」 台風２４号対応を検証”. 毎日新聞 (2018年10月10日). 2023年1月25日閲覧。
25. ↑  “鉄道の計画運休に関する検討会議を開催し、中間とりまとめを行いました” (PDF).   国土交通省鉄道局（総務課、施設課、安全監理官） (2018年10月12日). 2019年9月23日閲覧。
26. ↑  “ＪＲ東日本：台風接近などの計画運休 前日周知も検討”. 毎日新聞 (2018年11月6日). 2023年1月25日閲覧。
27. ↑  “「計画運休」、鉄道各社がタイムライン作成へ ～鉄道の計画運休のあり方について最終とりまとめ～”.   国土交通省 (2019年7月2日). 2019年9月23日閲覧。
28. 1 2  “鉄道の計画運休の実施についての取りまとめ” (PDF).   国土交通省 (2019年7月2日). 2019年9月23日閲覧。
29. ↑  “台風で「計画運休」20万人影響　2日前予告、混乱抑制”.   日本経済新聞社 (2019年8月16日). 2019年9月23日閲覧。
30. ↑  “台風10号、帰省ラッシュに直撃も…「災害時は止まる」計画運休の認識広まる”.   産経新聞社 (2019年8月15日). 2019年9月23日閲覧。
31. 1 2  “台風15号で終日混乱　JR東の在来線、277万人に影響”.   日本経済新聞社 (2019年9月9日). 2019年9月23日閲覧。
32. ↑  “【台風19号】私鉄各社とメトロ、都営地下鉄の計画運休は？（最新情報まとめ）”.   ハフポスト. 2019年10月13日閲覧。
33. ↑  “千葉県内の鉄道各社、計画運休　台風19号”.   日本経済新聞. 2019年10月13日閲覧。
34. ↑  “京成電鉄 停電の影響で一部運転見合わせ”.   NHK. 2019年10月13日閲覧。
35. ↑  shinkeisei_infoのツイート（1182934483340685313）
36. ↑  hokusorailwayのツイート（1182944341674754048）
37. ↑  “計画運休、正解どこに？　想定外れて再開遅れ”.   日本経済新聞社 (2019年9月10日). 2019年9月23日閲覧。
38. ↑  枝久保達也 (2019年9月11日). “台風で駅に乗客殺到の大混乱、鉄道計画運休の弱点は「運転再開」だ”.   ダイヤモンド社. 2019年9月23日閲覧。（2ページ目）
39. ↑  枝久保達也 (2019年9月11日). “台風で駅に乗客殺到の大混乱、鉄道計画運休の弱点は「運転再開」だ”.   ダイヤモンド社. 2019年9月23日閲覧。（3ページ目）
40. ↑  “計画運休　検証重ね今後に生かせ”.   中国新聞社 (2019年8月19日). 2019年9月23日閲覧。
41. 1 2  “県立広島大学及び東京大学による共同調査の調査結果について 令和元年台風 15 号における計画運休に関する調査”.  県立広島大学 (2019年10月10日). 2023年1月25日閲覧。
42. ↑  “事業者の皆様へ（計画運休時の対応）”. 東京都防災ホームページ. 2023年1月25日閲覧。
43. ↑  さかい もとみ (2018年10月13日). “香港の｢計画運休｣は､ここまで徹底している”.   東洋経済新報社. 2019年9月23日閲覧。